# بروس داير
بروس داير (بالإنجليزية: Bruce Dyer)‏ (13 أبريل 1975 في المملكة المتحدة - ) هو لاعب كرة قدم بريطاني في مركز الهجوم. شارك مع منتخب إنجلترا تحت 21 سنة لكرة القدم. أما مع النوادي، فقد لعب مع برادفورد سيتي وستوك سيتي وشيفيلد يونايتد وكريستال بالاس ونادي بارنسلي ونادي تشيسترفيلد ونادي دونكاستر روفرز ونادي روذرهام يونايتد ونادي ميلوول ونادي واتفورد ونادي يورك سيتي.

## وصلات خارجية
- بروس داير على موقع قاعدة بيانات كرة القدم.إي يو (الإنجليزية)
- بروس داير على موقع Soccerbase.com (لاعب) (الإنجليزية)
- بروس داير على موقع عالم كرة القدم.نت (الإنجليزية)